# Jerry Leiber
Jerome „Jerry” Leiber (ur. 25 kwietnia 1933 w Baltimore, zm. 22 sierpnia 2011) – amerykański autor tekstów, wraz z kompozytorem Mikiem Stollerem napisał takie standardy rockowe jak „Hound Dog”, „Jailhouse Rock”, „Kansas City” i „Stand By Me”.
W 1969 otrzymał nagrodę Grammy za utwór „Is That All There Is?”.